# 雙人碁選手權戰
雙人碁選手權戰是日本圍棋比賽，由男女棋手搭檔下雙人碁，在無商談的情況下交替落子。比賽以淘汰賽方式決定優勝者。賽事由日本雙人碁協會主辦，首屆於1995年舉辦，2009年起由理光冠名稱為理光盃雙人碁選手權戰`。
比賽對局表由抽籤決定，16組隊伍由5輪比賽決出優勝者，但2009年是將隊伍分成兩組，各自決出優勝者。上屆比賽優勝者會成為種子，此外2010年亞洲運動會兩隻雙人碁參賽隊伍也成為2011屆比賽的種子隊。
2010年優勝搭檔參加了雙人碁世界盃，2014年優勝搭檔參加了日中韓雙人碁名人選手權戰。